# Diceratosaurus
Diceratosaurus es un género extinto de lepospóndilos que vivieron a finales del período Carbonífero en lo que hoy son los Estados Unidos.